# Вайдаг червоний
Вайда́г червоний (Euplectes franciscanus) — вид горобцеподібних птахів ткачикових (Ploceidae). Мешкає на півночі Субсахарської Африки.

## Опис

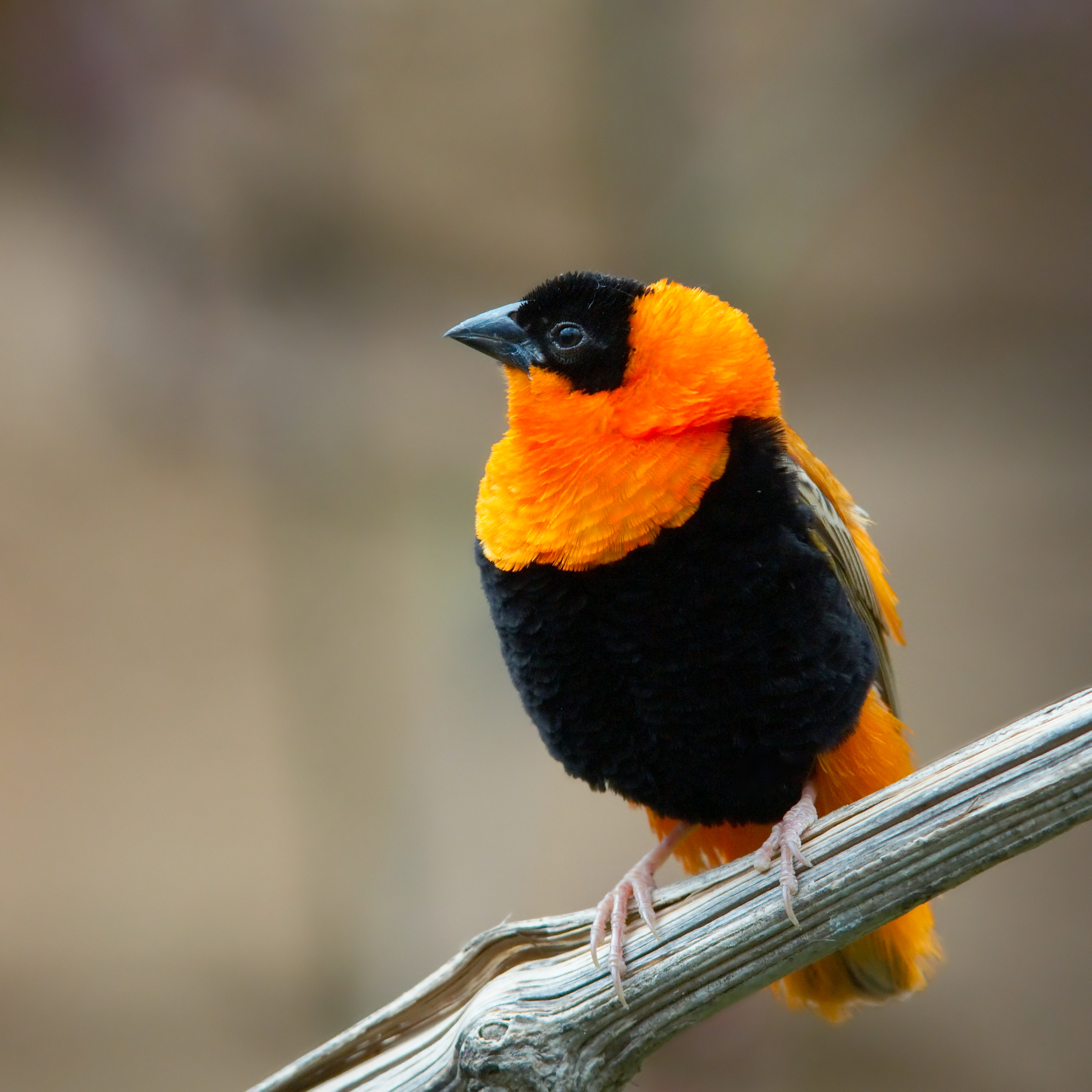
Самець червоного вайдага

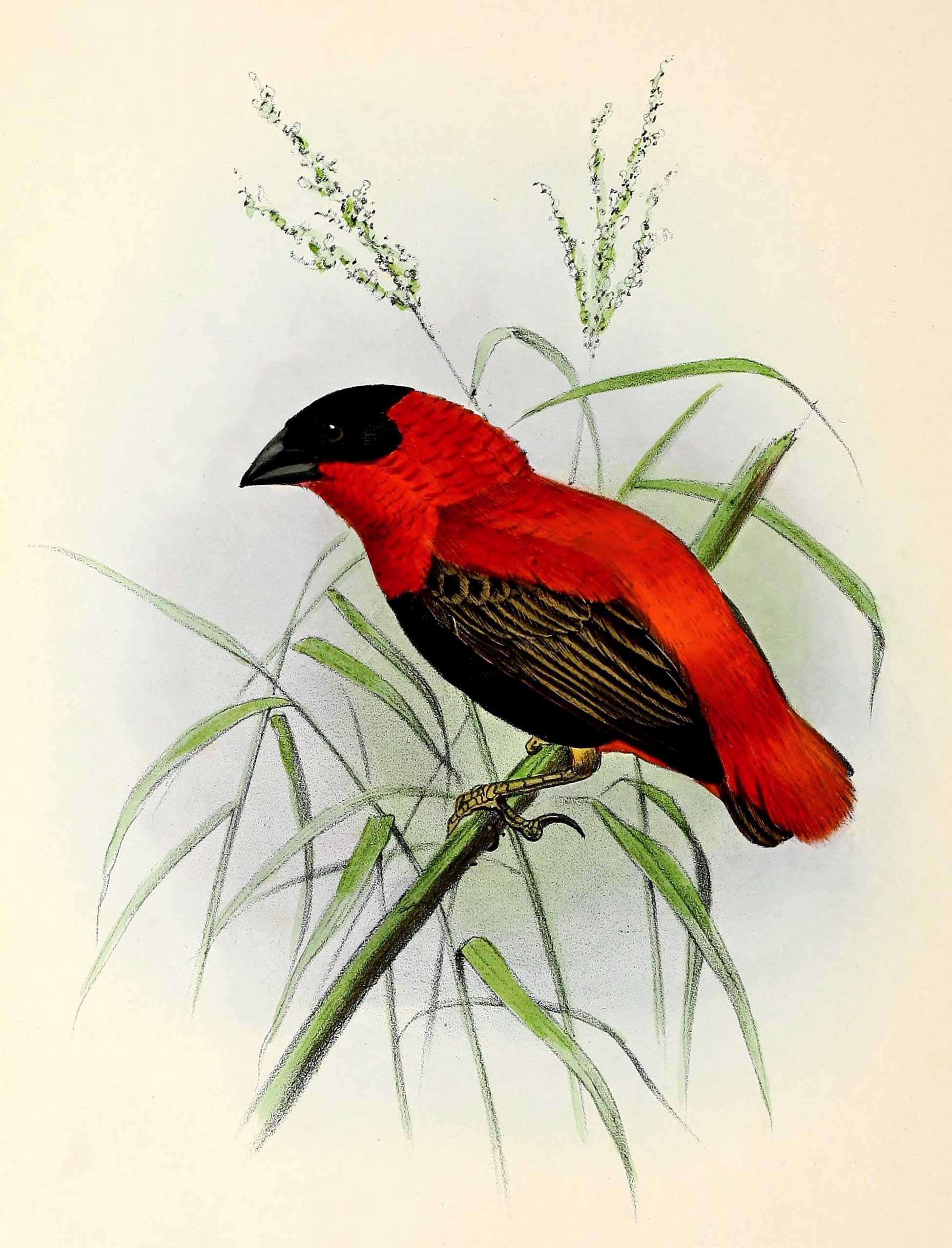
Червоний вайдаг

Довжина птаха становить 11-15 см, вага 12-22 г. У самців під час сезону розмноження. У самців під час сезону розмноження забарвлення переважно червоне або оранжеве, обличчя, нижня частина грудей і живіт чорні, крила і хвіст коричневі. Верхня частина грудей і нижні покривні пера хвоста червоні або оранжеві. Дзьоб міцний, конічної форми, чорний. У самиць і самців під час сезону розмноження забарвлення переважно сірувато-коричневе, поцятковане темними смугами, нижня частина тіла світліша. У молодих птахів махові пера мають широкі світлі края.

## Підвиди
Виділяють два підвиди:
- E. f. franciscanus (Isert, 1789) — від південної Мавританії, Сенегалу і Гамбії до Ефіопії, Уганди і північно-західної Кенії;
- E. f. pusillus (Hartert, E, 1901) — південно-східна Ефіопія і Сомалі.

## Поширення і екологія
Червоні вайдаги мешкають в Мавританії, Сенегалі, Гамбії, Гвінеї-Бісау, Гвінеї, Сьєрра-Леоне, Ліберії, Кот-д'Івуарі, Гані, Того, Беніні, Малі, Буркіна-Фасо, Нігерії, Нігері, Камеруні, Центральноафриканській Республіці, Чаді, Судані, Південному Судані, Демократичній Республіці Конго, Ефіопії, Еритреї, Сомалі, Кенії і Уганді, були інтродуковані на Пуерто-Рико, Мартиніці, Гваделупі і південній Каліфорнії. Вони живуть на вологих луках, зокрема на заплавних, в очеретяних заростях на берегах річок і озер, на болотах і солончаках та на рисових полях. Живляться насінням трав, а також комахами. Червоним вайдагам притаманна полігінія, коли на одного самця припадає до 5 самиць. Гніздо має кулеподібну форму з бічним входом, робиться з очерету і трави, встелюються м'яким рослинним матеріалом. В кладці від 2 до 4 блакитних яєць. Інкубаційний період триває 13-14 днів, пташенята покидають гніздо через 14-16 днів після вилуплення.